# Hans Fredrik Wachtmeister
Hans Fredrik Wachtmeister af Johannishus, född den 13 oktober 1752 på Årup i Billeberga socken, död 13 februari 1807, var en svensk greve och sjöofficer.

## Biografi
Hans Fredrik Wachtmeister var äldste son till greve Carl Wachtmeister och dennes hustru Hilla Birgitta Trolle. Han var bror till justitiestatsministern Carl Axel Wachtmeister, amiralen Claes Adam Wachtmeister och generalen Gustaf Wachtmeister. 
Wachtmeister inträdde tidigt vid flottan och blev redan som 22-åring kapten vid amiralitetet 1774. Tillsammans med en officerskollega, Fredrik Herman von Walden, erhöll Wachtmeister 1775 permission för att under en period kunna tjänstgöra i den engelska flottan och fick därvid med fregatten Phoenix deltaga i Amerikanska revolutionskriget. Återkomna till Sverige satte de båda officerarna samman en skriftlig redogörelse för sin krigsupplevelser (Utdrag af journalen hållen från den 4. Augusti 1775, till och med den 13 December 1776 ombord af Hans Storbritanniska Majestets skjepp Phoenix, med 44 canoner på 2:ne däck, commenderat af capitaine Hyde Parker jun:r med tillagde anmärkningar), vilken överlämnades till Gustav III och sedan 1854 förvaras vid Kungliga biblioteket.
Åter i svensk tjänst blev Wachtmeister år 1777 major vid örlogsflottan, 1781 överstelöjtnant och 1788 överste. Som sådan deltog han (tillsammans med sin yngre bror Claes Adam Wachtmeister) i Gustav III:s ryska krig där han som chef på linjeskeppet Prins Gustaf medverkade vid sjöslaget vid Hogland där han dock hamnade i rysk fångenskap sedan hans skepp tagits av fienden. Sedan han återvänt från denna fångenskap utnämndes han 1793 till konteramiral men tog avsked 1797.
Wachtmeister innehade fideikommisset Johannishus i Blekinge. Han var gift två gånger, den första 1792 med friherrinnan Carolina Adlerfelt (1769-1799), dotter till landshövding Carl Adlerfelt och dennes fjärde hustru Elisabet (Betty) Jennings. Hans andra gifte var 1801 med grevinnan Sofia Charlotta Amalia Lewenhaupt (1778-1858), dotter till överhovstallmästare Adolf Fredrik Lewenhaupt. I det första äktenskapet föddes sönerna Hans (sedermera landshövding i Blekinge) och Carl Axel, 1795-1865, (sedermera kammarherre), i det andra sonen Adolf Fredrik (1802-1809), omkommen som barn i en olycka.